# Reed (Arkansas)
Reed es un pueblo ubicado en el condado de Desha en el estado estadounidense de Arkansas. En el Censo de 2010 tenía una población de 141 habitantes y una densidad poblacional de 539,01 personas por km².

## Geografía
Reed se encuentra ubicado en las coordenadas 33°42′8″N 91°26′38″O / 33.70222, -91.44389. Según la Oficina del Censo de los Estados Unidos, Reed tiene una superficie total de 0.26 km², de la cual 0.26 km² corresponden a tierra firme y (0%) 0 km² es agua.

## Demografía
Según el censo de 2010, había 141 personas residiendo en Reed. La densidad de población era de 539,01 hab./km². De los 141 habitantes, Reed estaba compuesto por el 6.38% blancos, el 88.65% eran afroamericanos, el 0% eran amerindios, el 0% eran asiáticos, el 0% eran isleños del Pacífico, el 3.55% eran de otras razas y el 1.42% pertenecían a dos o más razas. Del total de la población el 4.96% eran hispanos o latinos de cualquier raza.